# Ґорноводенський монастир (Болгарія)

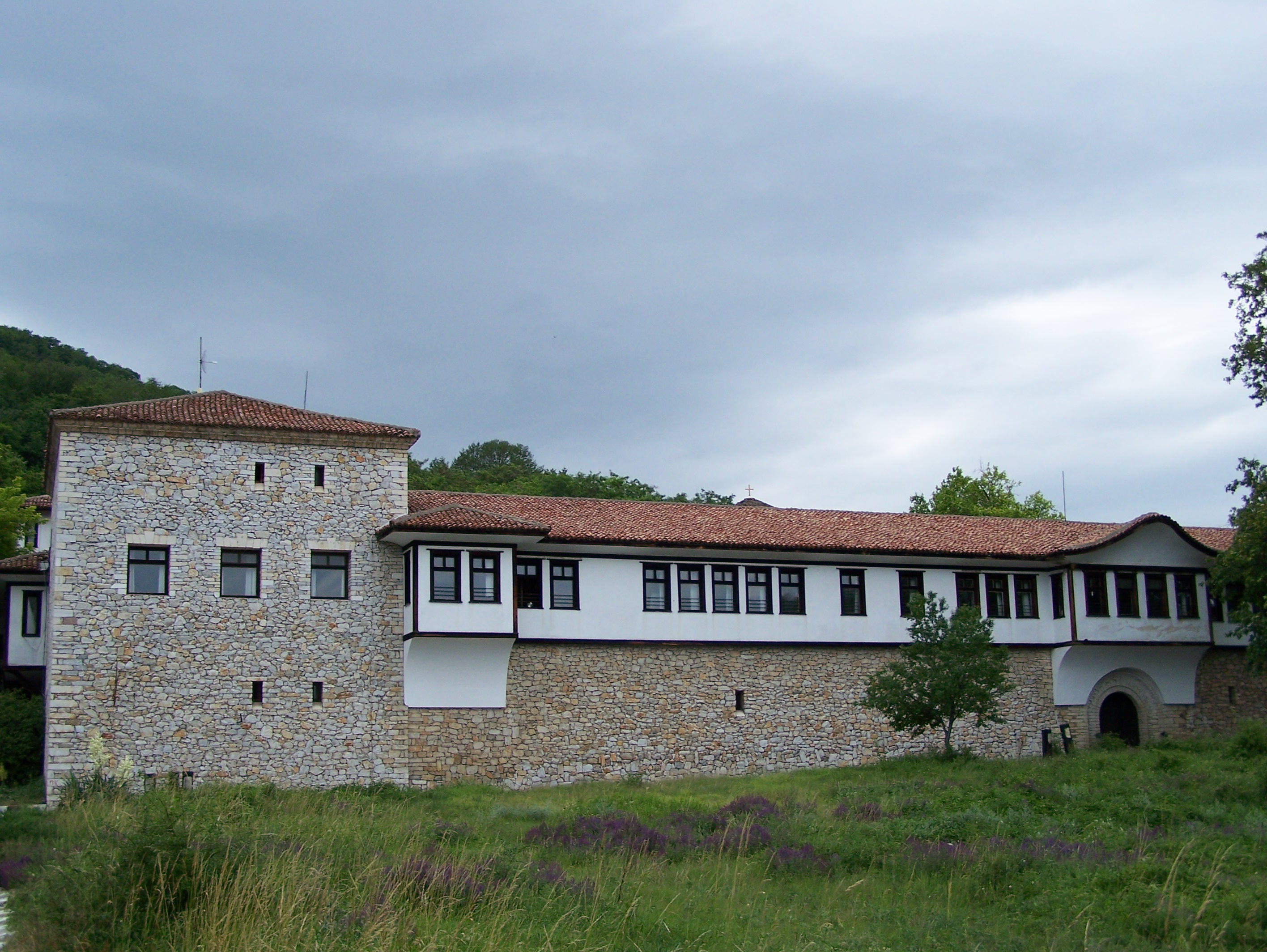
Монастир на вулиці

Ґорноводенський монастир — болгарський православний монастир в Асеновградському духовному районі Пловдивської єпархії Православної церкви Болгарії.

## Местоположение
Розташований в Західних Родопах на пагорбі Чернатиця, близько 2 км на південний захід від Асеновграда і в кілометрі на південь від кварталу Ґорні Воден. Точна дата заснування монастиря невідома.

## Історія
Монастир був побудований вперше в XIV столітті біля джерелаАязмо. Згодом був зруйнований разом з багатьма іншими монастирями та церквами під час вимушеної ісламізації Болгарії (Західні Родопи) у XVII ст. Відновлений монастир обрав покровителькою Святу Параскеву Сербську. Трохи пізніше старий монастир «Святих Кіріка і Юліта» також було відновлено неподалік від нового. У 1810 р. обидва монастирі були спалені і зруйновані деребеями.
Реставрація нинішнього монастиря починається в 1816 і триває до 1835. Церква була освячена 15 жовтня 1850. У боротьбі за національно-церковну незалежність монастир потрапив у грецькі руки в середині XIX ст. і повернулася до Болгарської православної церкви лише у 1930 р. Будівлі монастиря були серйозно пошкоджені під час пожежі 1924 р. і землетрусу 1928 р. У 1920-х і 1930-х рр. Монастир «Св. Кірік і Юліта» є приміщенням для богословської школи. У 1943-1944 рр. монастир служить концтабором під назвою «Святий Кірик».
Після 9 вересня 1944 комуністичний уряд залишив монастир, а згодом перетворив його на будинок для психічно хворих. У 1981 році Спілка архітекторів Болгарії отримала дозвіл на відновлення монастиря і пристосування його до мирських потреб. Наступного року команда архітекторів і інженерів, очолювана архітектором Любомиром Шинковим розробляє проект відновлення та перетворення монастиря для потреб Міжнародної архітектурної академії". Реконструкція під керівництвом Христа Радева почалася в 1983 і закінчилася в 1987. 25 вересня 1985 офіційно відкритий Президентом Спілки архітекторів Болгарії, архітектором Георгієм Стоїловим. Спочатку монастир використовувався як рекреаційна та творча база спілки.
До 2010 р. функціонував як тризірковий готель, відкритий для відвідувачів.
Після багатьох судових справ в обласному суді в Пловдиві між пловдивським єпископством і Спілкою архітекторів Болгарії,4 листопада 2010 р. суд повернув монастир Болгарській православній церкві як законній власниці. Філіальну організацію спілки зобов'язали впокинути монастир і заплатити митрополиту 10 000 левів на витрати. Згідно з рішенням суду, Церква не відмовилася від власності, а архітектори будувалися на території чужої власності, тому їх будівлі належать Церкві.

## Соборна церква
Горноводський монастир — це комплекс, що складається із церкви і масивних двоповерхових житлових будинків навколо неї. Монастирська церква "Святої Параскеви Сербської" — це велика трипільна, однокупольна псевдобазіліка з притвором. Більшість фресок зробив великий болгарський художник Алексій Атанасов. Зберігся увесь іконостас, в тому числі ікони, написані знаменитим майстром Захарієм Зографом.

## Пагорб
Монастир розташований за абсидою соборної церкви. Близько 500 м на північний схід від монастиря знаходиться святий пагорб, де розташована каплиця "Святих Кіріка і Юліта", в ній є також деякі фрагменти розписів і фрески.